# Ґронди-Венґожевські
Ґронди-Венґожевські (пол. Grądy Węgorzewskie, нім. Gronden) — село в Польщі, у гміні Будри Венґожевського повіту Вармінсько-Мазурського воєводства.
Населення — 108 осіб (2011).
У 1975-1998 роках село належало до Сувальського воєводства.

## Демографія
Демографічна структура станом на 31 березня 2011 року:
|          | Загалом | Допрацездатний вік | Працездатний вік | Постпрацездатний вік |
| -------- | ------- | ------------------ | ---------------- | -------------------- |
| Чоловіки | 58      | 10                 | 45               | 3                    |
| Жінки    | 50      | 14                 | 24               | 12                   |
| Разом    | 108     | 24                 | 69               | 15                   |